# Hernando de los Llanos

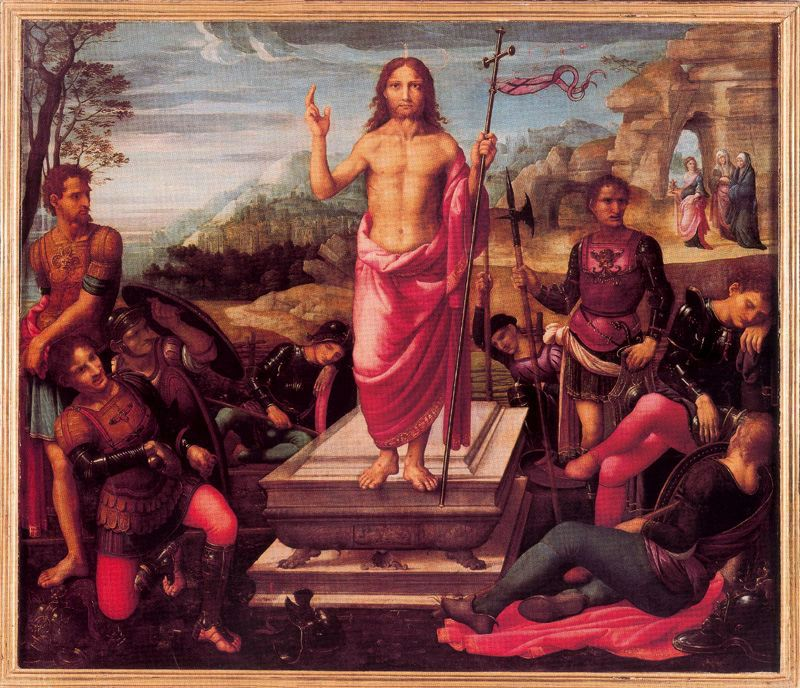
Resurrección, óleo sobre tabla (194 x 227 cm), altar mayor de la catedral de Valencia, atribuida a Fernando Llanos. En el rostro del soldado genuflexo a la izquierda se advierte la copia de una de las cabezas pintadas por Leonardo da Vinci para La batalla de Anghiari.

Fernando o Hernando Llanos (fl. 1505-1525) fue un pintor español del Renacimiento estrechamente relacionado con Fernando Yáñez de la Almedina, activo en Valencia y Murcia.

## Biografía
Para Fernando Llanos, no mencionado por las fuentes antiguas y desconocido hasta la aparición en 1891 del contrato para la pintura de las puertas del retablo mayor de la catedral de Valencia, no hay datos documentales seguros anteriores al mes de julio de 1506, cuando, en solitario, cobró 10 libras de la catedral de Valencia por el retablo de los Santos Médicos. Por su apellido se ha querido suponer que naciese en Santa María de los Llanos (Cuenca) o en los Llanos de Albacete. El único dato documental que alude a sus orígenes se encuentra en el nombramiento que en 1507 le otorgó la parroquia de Santo Tomás de Valencia para que en unión de Yáñez tasase las pinturas que Rodrigo de Osona había hecho para esa iglesia, donde ambos Fernandos son llamados «pintors castellans». Por una declaración hecha en octubre de 1515, cuando trabajaba para el concejo de Murcia, se tiene constancia de que no sabía escribir.
Sólo dos meses más tarde de haber cobrado de la catedral de Valencia por la pintura del retablo de los Santos Médicos consta un nuevo pago, pero asociado ahora a Fernando Yáñez de la Almedina. El estilo leonardesco que se manifiesta en la obra de ambos pintores ha permitido ponerlos en relación con otras noticias documentales de abril y agosto de 1505 en las que se menciona a un «Fernando Spagnuolo, dipintore» trabajando en Florencia junto con Leonardo da Vinci en las pinturas de la Gran Sala del Consejo de la Señoría, donde Leonardo se encontraba ocupado en el mural de La batalla de Anghiari:

A Ferrando Spagnolo, dipintore, per dipinguere con Lionardo da Vinci nella sala del consiglio florine 5 larghi e a Thomaso di Giovane Merini, su garzone per macinare e colori, florini 1 in oro.

Determinar a cuál de los dos Fernandos hacen referencias estos documentos ha sido, sin embargo, objeto de controversia, existiendo tesis favorables a cada uno de ellos. 
Completado el retablo de los Santos Médicos, por el que Llanos y Yáñez percibieron todavía una última cantidad en diciembre de 1506, la catedral les encargará, en marzo de 1507, las pinturas de las puertas del retablo mayor. Los pagos por esta obra se extienden hasta septiembre de 1510. Entre tanto ambos pintores se habían ocupado del encarnado de una talla de la Virgen para la misma catedral y proporcionado las trazas y algunas pinturas para el retablo que había de hacer Damián Forment para la capilla que el gremio de plateros tenía en la iglesia de Santa Catalina. 
A partir de 1510 desaparece Llanos de la documentación catedralicia, para la que sigue trabajando Yáñez, pero en 1511 ambos contratan conjuntamente la finalización del retablo de la Virgen de les Febres en la colegiata de Játiva, desconociéndose si llegaron a ejecutarlo. No se tienen otras noticias de Llanos hasta 1513, cuando se mencionan de nuevo unidos a Los Ferrandos contribuyendo con 15 sueldos en el impuesto de Tacha Real. Un año más tarde, en octubre de 1514, aparece en Murcia en solitario, trabajando para el Concejo. Por mandato de éste y junto al regidor Pedro Riquelme viajó a Cartagena para pintar unas vistas de la ciudad y del Mar Menor, labor en la que estuvo ocupado siete días. En 1516 firmó la tabla de Los Desposorios de la Virgen de la catedral de Murcia, encargo del racionero Juan de Molina, pero aún hubo de volver a Valencia, donde en mayo de 1517 se le cita como «Ernandus de Lanos, pictor retabulorum civitatis Valencie habitator».
De nuevo en Murcia, en 1520 cobra de la Fábrica de su catedral por la pintura del guardapolvos del retablo mayor y en 1521 se dan por terminadas las tablas de la Leyenda de la Santa Cruz pintadas para Caravaca. Es posible que muriese ese mismo año o el siguiente, cuando una carta del cabildo de Cartagena informaba a Jacobo Florentino de que el pintor ya había muerto; sin embargo, en las cuentas de 1525 del Libro de Fábrica de la catedral de Murcia aparece todavía consignado un pago al pintor de 100 ducados, sin indicación de la labor realizada.

## Obra

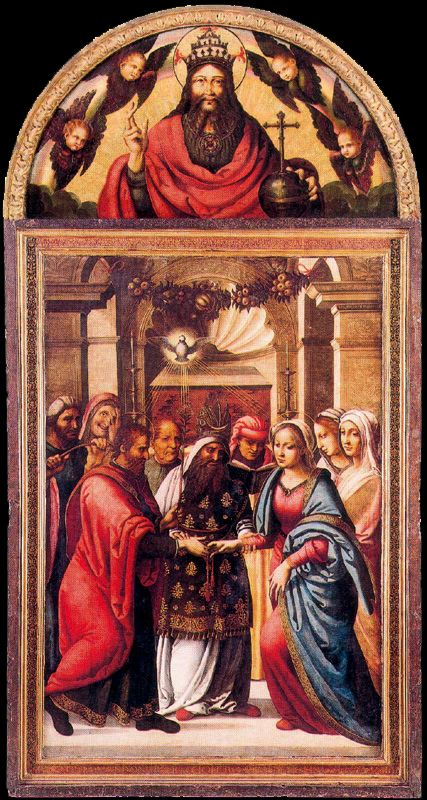
Desposorios de la Virgen, 1516, Museo de la Catedral de Murcia.

El trabajo de mayor envergadura de los realizados en común, las puertas del retablo de la catedral de Valencia, contratadas a nombre de "Ferrando Llanos" y "Ferrando de l’Almedina", constituyen el punto de arranque de los estudios sobre ambos pintores, subrayándose la filiación leonardesca de su pintura y, consecuentemente, la introducción en Valencia de esquemas y tipos propios de Leonardo. Advirtiéndose dos manos en la pintura de las tablas, delimitar la parte que corresponde a cada uno de los pintores ha resultado problemática, no existiendo acuerdo unánime en las atribuciones avanzadas hasta la fecha.
Del análisis de las pinturas ejecutadas en solitario al final de sus carreras se desprende un mejor conocimiento de la pintura italiana de finales de quattrocento por parte de Yáñez, quien maneja con soltura y combina con acierto en sus pinturas de la capilla de los Caballeros de la catedral de Cuenca modelos tanto de Leonardo como de Filippino Lippi que parecen exigir una estancia en Roma previa a su paso por Florencia.  La muerte de Lippi en 1504 y el abandono de la proyectada Batalla de Anghiari por Leonardo, que partió para Milán en mayo de 1506, explicarían el retorno de Yáñez a la península, donde aparece en septiembre para incorporarse a la pintura del retablo de los Santos Médicos en el que trabajaba Llanos al menos desde junio. 
Por el contrario, en la producción murciana de Llanos se observa un claro retroceso, con la desaparición de cualquier sugerencia de espacio real en sus composiciones. Ese retroceso es especialmente notable en la serie pintada para la Basílica de la Vera Cruz de Caravaca, en la que es posible una amplia participación del taller, pero también es perceptible en las pinturas de mayor calidad realizadas en este momento, como la tabla de los Desposorios, pintada  para la catedral en 1516. Un segundo rasgo de su producción en solitario es la utilización abundante de estampas de Alberto Durero, en esta misma tabla de la catedral murciana o en la Adoración de los pastores del Museo de la Catedral de Murcia; y junto con ello, la imitación literal, no exenta de durezas, de la Virgen de los husos de Leonardo da Vinci en La Virgen con el Niño del Museo del Prado.
La fuerte caracterización de los tipos humanos en posiciones inestables, el desinterés por las arquitecturas clásicas y las dificultades en la creación de un espacio tridimensional que se observa en estas pinturas murcianas llevaron a Diego Angulo Íñiguez, seguido por Fernando Benito Domenech y Pedro Miguel Ibáñez, a asignar a Llanos en las puertas del retablo de la catedral valenciana las tablas que representan la Natividad de María, la Adoración de los Magos, el Descanso en la huida a Egipto, la Presentación de Jesús en el templo, la Resurrección y la Ascensión, siendo de Yáñez las seis restantes.
Para Fernando Benito Domenech, la copia literal de modelos leonardescos, y en concreto de la Batalla de Anghiari, en la tabla de la Resurrección y en alguna otra obra atribuida a Llanos, como el Cristo portacruz de colección particular, haría presumir que el Ferrando Spagnuolo citado en la documentación florentina fuese precisamente Llanos. Al contrario, la distancia entre el San Cosme pintado por Llanos para los postigos del retablo de los Santos Médicos (destruido en 1936 y conocido solo por fotografías), y el San Damián de Yáñez, que sería el Fernando florentino, llevan a Fernando Marías a cuestionar el periplo italiano de Llanos, quien se habría limitado a copiar modelos de Leonardo sin llegar a comprender el espíritu de su pintura, cayendo en exageraciones gestuales y errores de perspectiva.
El 29 de abril de 2025 la casa de subastas Dorotheum de Viena adjudicó por 650 000 euros una tabla del Salvator Mundi con solo el dibujo esbozado sobre la preparación y atribución al taller de Leonardo da Vinci, apuntando específicamente a Fernando Llanos. La misma tabla había salido ya a subasta en Christie's de Londres en septiembre de 2004, cuando se adjudicó por 5 736 libras esterlinas, en aquel momento como obra hecha a la manera de Leonardo da Vinci. Como firma o inscripción la tabla llevaba las iniciales L da V abajo a la derecha —inscripción ahora perdida— y L. da. V 1504 en el reverso, que la casa de subastas juzgaba añadidos posteriores. La nueva atribución, propuesta por Cristina Geddo y asumida por Dorotheum, se apoya en una nueva lectura de la inscripción del reverso, en la que se leería «LA DA V / 1504», estando enlazadas las letras de la sílaba "LA". Descartada así la interpretación que hacía de la inscripción un añadido posterior del monograma de Leonardo da Vinci, Geddo, presumiendo el origen valenciano del artista, lee «LA[NOS] DA V[ALENCIA]» y el año 1504 indicativo de que la tabla fue pintada efectivamente en el taller de Leonardo y durante la estancia en Italia de Llanos.